# Campionati mondiali di sci nordico 2009

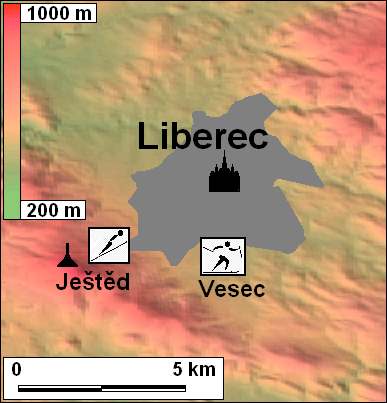
Il centro urbano di Liberec con la localizzazione delle sedi di gara: il monte Ještěd, sul quale sorge l'omonimo trampolino, e il quartiere Vesec, che ha ospitato la pista di fondo

I Campionati mondiali di sci nordico 2009, quarantasettesima edizione della manifestazione, si svolsero dal 19 febbraio al 1º marzo a Liberec, in Repubblica Ceca. Vennero assegnati venti titoli.
Rispetto all'edizione precedente furono introdotte numerose variazioni nel programma.
Nella combinata nordica fu soppressa la gara sprint dal trampolino lungo e fu modificata la distanza della frazione di fondo dall'individuale Gundersen dal trampolino normale, portata da 15 km a 10 km; furono inoltre introdotte due nuova gare, entrambe individuali: la partenza in linea di 10 km con salto dal trampolino normale e la Gundersen di 10 km con salto dal trampolino lungo.
Nel salto con gli sci debuttò una gara femminile: l'individuale dal trampolino normale.
Nello sci di fondo variò la ripartizie delle gare tra tecnica classica e tecnica libera: la 50 km e la gara sprint degli uomini e la 30 km e la gara sprint delle donne furono in tecnica libera anziché classica, mentre la 15 km e la sprint a squadre degli uomini e la 10 km e la sprint a squadre delle donne furono in classica anziché libera.

## Risultati

### Uomini

#### Combinata nordica

##### Trampolino normale
| Posizione | Atleta             | Nazione     | Tempo    |
| --------- | ------------------ | ----------- | -------- |
| 1         | Todd Lodwick       | Stati Uniti | 24:22,3  |
| 2         | Jan Schmid         | Norvegia    | + 13,0   |
| 3         | Bill Demong        | Stati Uniti | + 33,5   |
| 4         | Anssi Koivuranta   | Finlandia   | + 54,7   |
| 5         | Norihito Kobayashi | Giappone    | + 1:02,9 |
| 6         | Yūsuke Minato      | Giappone    | + 1:11,4 |

22 febbraio

Trampolino: Ještěd K90

Fondo: 10 km

##### Trampolino lungo
| Posizione | Atleta              | Nazione     | Punti   |
| --------- | ------------------- | ----------- | ------- |
| 1         | Bill Demong         | Stati Uniti | 23:36,6 |
| 2         | Björn Kircheisen    | Germania    | + 12,8  |
| 3         | Jason Lamy-Chappuis | Francia     | + 31,4  |
| 4         | Janne Ryynänen      | Finlandia   | + 49,0  |
| 5         | Magnus Moan         | Norvegia    | + 55,1  |
| 6         | Alessandro Pittin   | Italia      | + 57,0  |

28 febbraio

Trampolino: Ještěd K120

Fondo: 10 km

##### Partenza in linea
| Posizione | Atleta              | Nazione     | Punti |
| --------- | ------------------- | ----------- | ----- |
| 1         | Todd Lodwick        | Stati Uniti | 276,0 |
| 2         | Tino Edelmann       | Germania    | 273,7 |
| 3         | Jason Lamy-Chappuis | Francia     | 268,7 |
| 4         | Anssi Koivuranta    | Finlandia   | 260,2 |
| 5         | Bill Demong         | Stati Uniti | 258,7 |
| 6         | Christoph Bieler    | Austria     | 256,7 |

19-20 febbraio

Trampolino: Ještěd K90

Fondo: 10 km

##### Gara a squadre
| Posizione | Nazione   | Atleti                                                               | Tempo    |
| --------- | --------- | -------------------------------------------------------------------- | -------- |
| 1         | Giappone  | Yūsuke Minato Taihei Katō Akito Watabe Norihito Kobayashi            | 48:32,3  |
| 2         | Germania  | Ronny Ackermann Eric Frenzel Björn Kircheisen Tino Edelmann          | + 0,0    |
| 3         | Norvegia  | Mikko Kokslien Petter Tande Jan Schmid Magnus Moan                   | + 3,6    |
| 4         | Francia   | Maxime Laheurte François Braud Sébastien Lacroix Jason Lamy-Chappuis | + 17,1   |
| 5         | Austria   | Bernhard Gruber Wilhelm Denifl Christoph Bieler Mario Stecher        | + 1:05,0 |
| 6         | Rep. Ceca | Tomáš Slavík Miroslav Dvořák Aleš Vodseďálek Pavel Churavý           | + 2:56,6 |

26 febbraio

Trampolino: Ještěd K120

Fondo: 4x5 km

#### Salto con gli sci

##### Trampolino normale
| Posizione | Atleta                | Nazione  | Punti |
| --------- | --------------------- | -------- | ----- |
| 1         | Wolfgang Loitzl       | Austria  | 282,0 |
| 2         | Gregor Schlierenzauer | Austria  | 275,0 |
| 3         | Simon Ammann          | Svizzera | 274,5 |
| 4         | Kamil Stoch           | Polonia  | 246,5 |
| 5         | Martin Schmitt        | Germania | 269,0 |
| 6         | Andreas Küttel        | Svizzera | 268,0 |

21 febbraio

Trampolino: Ještěd K90

##### Trampolino lungo
| Posizione | Atleta                | Nazione  | Punti |
| --------- | --------------------- | -------- | ----- |
| 1         | Andreas Küttel        | Svizzera | 141,3 |
| 2         | Martin Schmitt        | Germania | 140,9 |
| 3         | Anders Jacobsen       | Norvegia | 139,5 |
| 4         | Gregor Schlierenzauer | Austria  | 138,6 |
| 5         | Anders Bardal         | Norvegia | 135,8 |
| 6         | Wolfgang Loitzl       | Austria  | 132,3 |

27 febbraio

Trampolino: Ještěd K120

##### Gara a squadre
| Posizione | Nazione   | Atleti                                                               | Punti  |
| --------- | --------- | -------------------------------------------------------------------- | ------ |
| 1         | Austria   | Wolfgang Loitzl Martin Koch Thomas Morgenstern Gregor Schlierenzauer | 1034,3 |
| 2         | Norvegia  | Anders Bardal Tom Hilde Johan Remen Evensen Anders Jacobsen          | 1000,8 |
| 3         | Giappone  | Shōhei Tochimoto Takanobu Okabe Daiki Itō Noriaki Kasai              | 981,2  |
| 4         | Polonia   | Kamil Stoch Łukasz Rutkowski Stefan Hula Adam Małysz                 | 972,1  |
| 5         | Rep. Ceca | Lukáš Hlava Ondřej Vaculík Jakub Janda Roman Koudelka                | 963,3  |
| 6         | Finlandia | Matti Hautamäki Kalle Keituri Ville Larinto Harri Olli               | 947,5  |

28 febbraio

Trampolino: Ještěd K120

#### Sci di fondo

##### 15 km
| Posizione | Atleta          | Nazione     | Tempo   |
| --------- | --------------- | ----------- | ------- |
| 1         | Andrus Veerpalu | Estonia     | 38:54,4 |
| 2         | Lukáš Bauer     | Rep. Ceca   | 39:00,7 |
| 3         | Matti Heikkinen | Finlandia   | 39:10,8 |
| 4         | Kris Freeman    | Stati Uniti | 39:12,1 |
| 5         | Jaak Mae        | Estonia     | 39:25,1 |
| 6         | Dario Cologna   | Svizzera    | 39:27,7 |

20 febbraio

Tecnica classica

##### 50 km
| Posizione | Atleta            | Nazione     | Tempo     |
| --------- | ----------------- | ----------- | --------- |
| 1         | Petter Northug    | Norvegia    | 1:59:38,1 |
| 2         | Maksim Vylegžanin | Russia      | 1:59:38,8 |
| 3         | Tobias Angerer    | Germania    | 1:59:40,1 |
| 4         | Giorgio Di Centa  | Italia      | 1:59:42,1 |
| 5         | Sjarhej Dalidovič | Bielorussia | 1:59:43,7 |
| 6         | René Sommerfeldt  | Germania    | 1:59:45,6 |

1º marzo

Tecnica libera

Partenza in linea

##### Sprint
| Posizione | Atleta              | Nazione   |
| --------- | ------------------- | --------- |
| 1         | Ola Vigen Hattestad | Norvegia  |
| 2         | Johan Kjølstad      | Norvegia  |
| 3         | Nikolaj Morilov     | Russia    |
| 4         | Dario Cologna       | Svizzera  |
| 5         | Marcus Hellner      | Svezia    |
| 6         | Aleš Razým          | Rep. Ceca |

24 febbraio

Tecnica libera

##### Inseguimento 30 km
| Posizione | Atleta           | Nazione  | Tempo     |
| --------- | ---------------- | -------- | --------- |
| 1         | Petter Northug   | Norvegia | 1:15:52,4 |
| 2         | Anders Södergren | Svezia   | 1:15:55,5 |
| 3         | Giorgio Di Centa | Italia   | 1:16:04,3 |
| 4         | Aleksandr Legkov | Russia   | 1:16:12,5 |
| 5         | Roland Clara     | Italia   | 1:16:16,0 |
| 6         | Vincent Vittoz   | Francia  | 1:16:21,6 |

22 febbraio

15 km a tecnica classica + 15 km a tecnica libera

##### Sprint a squadre
| Posizione | Nazione   | Atleti                             |
| --------- | --------- | ---------------------------------- |
| 1         | Norvegia  | Ola Vigen Hattestad Johan Kjølstad |
| 2         | Germania  | Tobias Angerer Axel Teichmann      |
| 3         | Finlandia | Ville Nousiainen Sami Jauhojärvi   |
| 4         | Russia    | Andrej Parfenov Nikita Krjukov     |
| 5         | Francia   | Jean-Marc Gaillard Cyril Miranda   |
| 6         | Svezia    | Mats Larsson Emil Jönsson          |

25 febbraio

6 frazioni a tecnica classica

##### Staffetta 4x10 km
| Posizione | Nazione   | Atleti                                                              | Tempo     |
| --------- | --------- | ------------------------------------------------------------------- | --------- |
| 1         | Norvegia  | Eldar Rønning Odd-Bjørn Hjelmeset Tore Ruud Hofstad Petter Northug  | 1:41:50,6 |
| 2         | Germania  | Jens Filbrich Tobias Angerer Franz Göring Axel Teichmann            | 1:41:53,2 |
| 3         | Finlandia | Matti Heikkinen Sami Jauhojärvi Teemu Kattilakoski Ville Nousiainen | 1:42:34,5 |
| 4         | Italia    | Roland Clara Valerio Checchi Pietro Piller Cottrer Giorgio Di Centa | 1:43:13,0 |
| 5         | Canada    | Devon Kershaw George Grey Ivan Babikov Alex Harvey                  | 1:43:21,9 |
| 6         | Svezia    | Daniel Richardsson Johan Olsson Mathias Fredriksson Marcus Hellner  | 1:44:03,7 |

27 febbraio

2 frazioni a tecnica classica + 2 frazioni a tecnica libera

### Donne

#### Salto con gli sci

##### Trampolino normale
| Posizione | Atleta           | Nazione     | Punti |
| --------- | ---------------- | ----------- | ----- |
| 1         | Lindsey Van      | Stati Uniti | 243,0 |
| 2         | Ulrike Gräßler   | Germania    | 239,0 |
| 3         | Anette Sagen     | Norvegia    | 238,5 |
| 4         | Daniela Iraschko | Austria     | 228,0 |
| 5         | Coline Mattel    | Francia     | 220,5 |
| 6         | Jessica Jerome   | Stati Uniti | 243,0 |

20 febbraio

Trampolino: Ještěd K90

#### Sci di fondo

##### 10 km
| Posizione | Atleta                 | Nazione   | Tempo   |
| --------- | ---------------------- | --------- | ------- |
| 1         | Aino-Kaisa Saarinen    | Finlandia | 28:12,8 |
| 2         | Marianna Longa         | Italia    | 28:17,0 |
| 3         | Justyna Kowalczyk      | Polonia   | 28:24,3 |
| 4         | Virpi Kuitunen         | Finlandia | 28:29,9 |
| 5         | Valentyna Ševčenko     | Ucraina   | 28:41,8 |
| 6         | Kristin Størmer Steira | Norvegia  | 28:59,1 |

19 febbraio

Tecnica classica

##### 30 km
| Posizione | Atleta                 | Nazione   | Tempo     |
| --------- | ---------------------- | --------- | --------- |
| 1         | Justyna Kowalczyk      | Polonia   | 1:16:10,6 |
| 2         | Evgenija Medvedeva     | Russia    | 1:16:19,4 |
| 3         | Valentyna Ševčenko     | Ucraina   | 1:16:19,9 |
| 4         | Therese Johaug         | Norvegia  | 1:16:20,5 |
| 5         | Kristin Størmer Steira | Norvegia  | 1:16:21,9 |
| 6         | Riitta-Liisa Roponen   | Finlandia | 1:16:22,8 |

28 febbraio

Tecnica libera

Partenza in linea

##### Sprint
| Posizione | Atleta             | Nazione     |
| --------- | ------------------ | ----------- |
| 1         | Arianna Follis     | Italia      |
| 2         | Kikkan Randall     | Stati Uniti |
| 3         | Pirjo Muranen      | Finlandia   |
| 4         | Natal'ja Matveeva  | Russia      |
| 5         | Ida Ingemarsdotter | Svezia      |
| 6         | Anna Olsson        | Svezia      |

24 febbraio

Tecnica libera

##### Inseguimento 15 km
| Posizione | Atleta                 | Nazione   | Tempo   |
| --------- | ---------------------- | --------- | ------- |
| 1         | Justyna Kowalczyk      | Polonia   | 40:55,3 |
| 2         | Kristin Størmer Steira | Norvegia  | 40:57,0 |
| 3         | Aino-Kaisa Saarinen    | Finlandia | 41:03,3 |
| 4         | Marianna Longa         | Italia    | 41:16,8 |
| 5         | Valentyna Ševčenko     | Ucraina   | 41:39,5 |
| 6         | Therese Johaug         | Norvegia  | 42:19,2 |

21 febbraio

7,5 km a tecnica classica + 7,5 km a tecnica libera

##### Sprint a squadre
| Posizione | Nazione   | Atlete                                              |
| --------- | --------- | --------------------------------------------------- |
| 1         | Finlandia | Aino-Kaisa Saarinen Virpi Kuitunen                  |
| 2         | Svezia    | Lina Andersson Anna Olsson                          |
| 3         | Italia    | Marianna Longa Arianna Follis                       |
| 4         | Giappone  | Masako Ishida Madoka Natsumi                        |
| 5         | Norvegia  | Astrid Uhrenholdt Jacobsen Ingvild Flugstad Østberg |
| 6         | Canada    | Sara Renner Perianne Jones                          |

25 febbraio

6 frazioni a tecnica classica

##### Staffetta 4x5 km
| Posizione | Nazione   | Atlete                                                                   | Tempo   |
| --------- | --------- | ------------------------------------------------------------------------ | ------- |
| 1         | Finlandia | Pirjo Muranen Virpi Kuitunen Riitta-Liisa Roponen Aino-Kaisa Saarinen    | 54:24,3 |
| 2         | Germania  | Katrin Zeller Evi Sachenbacher-Stehle Miriam Gössner Claudia Nystad      | 54:37,3 |
| 3         | Svezia    | Lina Andersson Britta Johansson Norgren Anna Haag Charlotte Kalla        | 54:37,7 |
| 4         | Norvegia  | Marit Bjørgen Therese Johaug Kristin Størmer Steira Marthe Kristoffersen | 54:40,4 |
| 5         | Italia    | Antonella Confortola Marianna Longa Sabina Valbusa Arianna Follis        | 55:16,8 |
| 6         | Polonia   | Justyna Kowalczyk Kornelia Marek Sylwia Jaśkowiec Paulina Maciuszek      | 55:36,4 |

26 febbraio

2 frazioni a tecnica classica + 2 frazioni a tecnica libera

## Medagliere per nazioni
| Posizione | Nazione     | Oro | Argento | Bronzo | Totale |
| --------- | ----------- | --- | ------- | ------ | ------ |
| 1         | Norvegia    | 5   | 4       | 3      | 12     |
| 2         | Stati Uniti | 4   | 1       | 1      | 6      |
| 3         | Finlandia   | 3   | 0       | 5      | 8      |
| 4         | Austria     | 2   | 1       | 0      | 3      |
| 5         | Polonia     | 2   | 0       | 1      | 3      |
| 6         | Italia      | 1   | 1       | 2      | 4      |
| 7         | Giappone    | 1   | 0       | 1      | 2      |
|           | Svizzera    | 1   | 0       | 1      | 2      |
| 9         | Estonia     | 1   | 0       | 0      | 1      |
| 10        | Germania    | 0   | 8       | 1      | 9      |
| 11        | Russia      | 0   | 2       | 1      | 3      |
|           | Svezia      | 0   | 2       | 1      | 3      |
| 12        | Rep. Ceca   | 0   | 1       | 0      | 1      |
| 14        | Francia     | 0   | 0       | 2      | 2      |
| 15        | Ucraina     | 0   | 0       | 1      | 1      |